# 野川さくら
野川 さくら（のがわ さくら、1978年3月1日 - ）は、日本の女性声優、歌手、司会者。愛知県豊橋市出身。オフィスアネモネ所属。愛称は「さくにゃん」（新谷良子による命名）など。
代表作は『D.C. 〜ダ・カーポ〜』（朝倉音夢）、『マジカノ』（魔宮あゆみ）、『ストライクウィッチーズ』（エーリカ・ハルトマン）、『ローゼンメイデン』（雛苺）、『瀬戸の花嫁』（江戸前留奈）、『よばれてとびでて!アクビちゃん』（眠田ころん）『モンチッチ』（モンチッチちゃん）、『舞-HiME』（宗像詩帆）『クレヨンしんちゃん』（もえP）など。

## 経歴
子供の頃から絵を描くこと、アニメを楽しむこと、ゲームが大好きで、特に魔法少女もののアニメに夢中だった。
少女時代には声優の夢に加え、漫画家としての夢も抱き、友人同士でオリジナル漫画を共有したり、投稿も試みていた。
ゲーム『マリーのアトリエ』から職業としての声優に興味を持ち始める。
1998年にエニックス アニメ企画大賞声優部門オーディションで大賞を受賞、その同期として、今井麻美、雛野まよ（現・榊原ゆい）（榊原は後に野川のライブの振付師も担当するようになる）、早水リサらがいる。
その後、紆余曲折を経て専門学校に入学する。改めて声優の勉強を行った後に事務所のラムズに入る。
代々木アニメーション学院卒業生の一人でもある。
2013年3月31日、ラムズを離れフリーとなるが、同年8月1日より、リトリートに所属となる。
2013年5月19日に、サポーターズコミュニティーサイト「BEWE」にて、サポーターズクラブ「さくら組」を開設。
2013年8月16日、体調不良のため、声優・アーティスト活動を休止し、約1年間の療養期間に入る。
翌2014年9月20日劇場先行公開の『ストライクウィッチーズ』新作OVA作品『ストライクウィッチーズ Operation Victory Arrow vol.1 サン・トロンの雷鳴』にてのエーリカ＆ウルスラ役での登板より、本格的に活動を再開した。
2017年1月1日、リトリートを離れフリーとなり、その後、井上喜久子の姉ならびに井上ほの花の叔母である関本弥生に誘われる形で、同年2月1日よりオフィスアネモネに移籍した。

## 音楽活動
『アニメぱらだいす!』内の企画がきっかけで、影山ヒロノブの楽曲プロデュースを受け、現在に至るまで数多くのシングルやアルバムがリリースされている。その他、自らが声をあてたアニメやゲームのキャラクターソングなどを多数歌っている。
オリジナル5thアルバム『風色恋譜』から、影山はプロデューサーとしては不参加となっている（影山本人もスケジュールの都合もさることながら、一区切りの意味も込めた発言をしている）。ジャケット撮影は新島で行われており、3rdシングル『星の降る丘』のPVも近くの伊豆大島で撮影されたと明かされている。
2003年からはライブ活動を開始しており、主に東京と大阪の2ヶ所で行っている（東京のみの場合もある）。2006年初夏のツアーでは、これに加えて出身地に近い名古屋でも初開催されている。
2007年春には初のバースデーライブも開催されている。ライブには、プロデューサーの影山がゲスト出演することや、同事務所のサイキックラバーが演奏メンバーに加わることもあった。
長らくCD音源化されていない曲として、NTTドコモが発売していたPHS端末専用コンテンツ向けに配信された数曲（サイキックラバーが作曲担当で、そのうち「小さくI love you」は実写ドラマ『if〜もしも…で逢えたなら〜』のテーマ曲）、テレビアニメ『ロックマンエクゼ』に登場するバーチャルアイドル・AKIが歌っている「私のハートをインストール」などがあったが、いずれも近年音源化された。加えて萌えソング的なモノが作品中に登場することも多くなってきている。テレビアニメ『ローゼンメイデン』をはじめ、パチンコ『ローズテイルアルティメット』（「メイド・イン・ナチュラル」）や、テレビアニメ『瀬戸の花嫁』（「Lunalian/戦いの詩」）などで、コミカルな歌を披露している。
2008年12月に自身初のベストアルバム『野川さくら SUPER BEST 〜さくらのうた〜』を発売。今までCD音源化されていなかった「小さくI love you」（前述参照）や「ローズテイル」がファンからの強い要望により収録された。収録音源のほとんどはランティスからリリースされた楽曲だが、リリースはエイベックスからである。なおジャケット写真は香港で撮影されたもので「これが初めての海外旅行である」と明かされている。

## 人物・交友関係
3人姉弟の一番上である（弟が2人）。
趣味は猫と遊ぶこと、ドライブ、買い物。特技はパン作り、料理、ブラインドタッチ、運転。
『おとぎストーリー 天使のしっぽ』への声あてを機に、田中理恵や千葉紗子と親しくなり、お互いのことをラジオや日記・ブログなどで語っている。その他にも、同じランティス所属で共演作も多い新谷良子・中原麻衣をはじめ、桑谷夏子・たかはし智秋、またかつての所属者・桃井はるこなど、声優の友人が多い。同じく広橋涼とも田中との3人で盛り上がっている様子がブログに書かれていた。千葉が一時期、同じランティス所属だったことからであった。

## 出演
太字はメインキャラクター。

### テレビアニメ
1999年
- HUNTER×HUNTER（受付嬢）

2000年
- 人造人間キカイダー THE ANIMATION（子供）

2001年
- おとぎストーリー 天使のしっぽ（2001年 - 2003年、インコのツバサ） - 2シリーズ
- SAMURAI GIRL リアルバウトハイスクール（鬼塚美雪）
- シスター・プリンセス（黄色い麦わら帽子の女の子）
- 破壊魔定光（高杉光子）
- 遊☆戯☆王デュエルモンスターズ（イシズ・イシュータール〈幼少期〉）
- よばれてとびでて!アクビちゃん（2001年 - 2002年、眠田ころん）

2002年
- あずまんが大王（かおりん）
- ヴァイスクロイツ グリーエン（宮澤希美）
- 王ドロボウJING（シードル）
- SAMURAI DEEPER KYO（歳子）
- ぴたテン（御手洗薫）
- フォルツァ!ひでまる（ナナ）
- ロックマンエグゼ（2002年 - 2003年、AKI）

2003年
- ウルトラマニアック（パソコン）
- セイント・ビースト〜聖獣降臨編〜（インコのツバサ）
- クレヨンしんちゃん（2003年 - 、もえP、イメージの妹）
- D.C. 〜ダ・カーポ〜（2003年 - 2005年、朝倉音夢） - 2シリーズ
- ななか6/17（霰玉九里子）
- 成恵の世界（大当真名花）
- なるたる（貝塚ひろ子）
- ぽぽたん（のの）

2004年
- 光と水のダフネ（高城つかさ）
- Φなる・あぷろーち（益田西守歌）
- ぷぎゅる（ま○○○）
- 舞-HiME / 舞-乙HiME（2004年 - 2006年、宗像詩帆 / シホ・ユイット） - 2シリーズ
- ローゼンメイデン（2004年 - 2013年、雛苺） - 3シリーズ+特別編

2005年
- GIRLSブラボー second season（ユキナ）
- モンチッチ（モンチッチちゃん）

2006年
- 乙女はお姉さまに恋してる（高根美智子）
- Strawberry Panic（奥若蕾）
- HANOKA 葉ノ香（葉ノ香）
- びんちょうタン（クヌギたん）
- マジカノ（魔宮あゆみ）
- まもって!ロリポップ（ロッカ）
- らぶドル Lovely Idol（榊瑞樹、有栖川唯）
- RAY THE ANIMATION（春日野零）

2007年
- AYAKASHI（夏原織江、牧原和泉）
- Venus Versus Virus（三雲音々）
- キミキス pure rouge（相原菜々）
- スイスイ!フィジー!（アッカー）
- 瀬戸の花嫁（江戸前留奈）

2008年
- attacked kuma3（kumaピンク）
- ストライクウィッチーズ（2008年 - 2020年、エーリカ・ハルトマン、ウルスラ・ハルトマン） - 3シリーズ

2009年
- アラド戦記〜スラップアップパーティー〜（リュンメイ・ランカ）
- 炬燵猫（シト）

2010年
- 食パンミミー（ミミー）
- 天体戦士サンレッド（第2期）（まいちゃん、子供、プライマー、みき）

2012年
- 人類は衰退しました（花先輩）
- トータル・イクリプス（タリサ・マナンダル）
- パンダのたぷたぷ（たぷたぷ、ナレーション）

2019年
- ストライクウィッチーズ 501部隊発進しますっ! / ワールドウィッチーズ発進しますっ!（2019年 - 2021年、エーリカ・ハルトマン） - 2シリーズ

2022年
- BanG Dream! Morfonication（ましろ母）

### 劇場アニメ
- あずまんが大王（2001年、かおりん）
- クレヨンしんちゃん 伝説を呼ぶ 踊れ!アミーゴ!（2006年、もえP）
- ストライクウィッチーズ 劇場版（2012年、エーリカ・ハルトマン）
- ストライクウィッチーズ 劇場版 501部隊発進しますっ！（2019年、エーリカ・ハルトマン[25]）

### OVA
1990年代
- 最遊記（1999年、李厘）

2000年代
- こすぷれCOMPLEX（2002年、長谷川チャコ）
- アーケードゲーマーふぶき（2002年、桜ヶ咲ふぶき）
- ゲートキーパーズ21（2002年、太刀川里香）
- 蒼い海のトリスティア（2004年、ネネ・ハンプデン）
- ねとらん者 THE MOVIE（2004年、ハバネロたん）
- アルトネリコ 世界の終わりで詩い続ける少女（2006年、彌紗・アルトセルク・リューン）
- 舞-乙HiME Zwei（2006年、シホ・ユイット）
- Memories Off ＃5 とぎれたフィルム THE ANIMATION（2006年、日名あすか）
- 瀬戸の花嫁OVA 仁・義（2008年 - 2009年、江戸前留奈）

2010年代
- 瀬戸の花嫁 否苦炒亜怒羅魔 極道の妻 KEJIME（2010年、江戸前留奈）
- 食パンミミー 焼きたて編（2011年、ミミー）
- ストライクウィッチーズ Operation Victory Arrow vol.1 サン・トロンの雷鳴（2014年、エーリカ・ハルトマン、ウルスラ・ハルトマン）

### Webアニメ
- ペンギン娘♥はぁと（2008年、シャー・チー）
- クレヨンしんちゃん外伝 おもちゃウォーズ（2016年、もえP）

### ゲーム
2001年
- しあわせ★ミルフィーユ♥〜そらからふたごがふってきた!!〜（ナオミ〈那緒霊〉）

2002年
- 蒼い海のトリスティア シリーズ（2002年 - 2012年、ネネ・ハンプデン） - 4作品
- 戦え！ツクールゲーマーふぶき（桜ヶ咲ふぶき）
- あずまんがドンジャラ大王（かおりん）
- ビストロ・きゅーぴっと（ミント・ハイビスカス）

2003年
- おとぎストーリー 天使のしっぽ（インコのツバサ）
- SAKURA 〜雪月華〜（月島円）
- Sister Princess 2（柿ノ本）
- D.C.P.S. 〜ダ・カーポ〜 プラスシチュエーション（朝倉音夢）

2004年
- てんたま2wins（真田純菜）
- Φなる・あぷろーち（2004年 - 2005年、益田西守歌） - 2作品

2005年
- 蒼い空のネオスフィア シリーズ（2005年 - 2012年、ネネ・ハンプデン） - 4作品
- BALDR FORCE EXE（水坂憐） - PS2版
- ショコラ 〜maid cafe "curio"〜（真名井美里）※PS2版
- D.C. Four Seasons 〜ダ・カーポ〜 フォーシーズンズ（朝倉音夢）
- プリンセスコンチェルト（ルネ）
- Memories Off ＃5 とぎれたフィルム / encore（2005年 - 2007年、日名あすか） - 2作品
- らぶドル 〜Lovely Idol〜（有栖川唯）

2006年
- アルトネリコ 世界の終わりで詩い続ける少女（彌紗・アルトセルク・リューン、メイメイ）
- キミキス（菜々）
- グラナド・エスパダ（ファイター女）
- クレヨンしんちゃん 伝説を呼ぶ オマケの都ショックガーン!（もえP）
- クレヨンしんちゃん 最強家族カスカベキング うぃ〜（もえP）
- サモンナイト4（ミルリーフ）
- Strawberry Panic! GIRLS' SCHOOL IN FULLBLOOM（奥若蕾）
- true tears（2006年 - 2008年、桜川依緒） - 2作品
- パルフェ -Chocolat Second Style-（花鳥玲愛）
- ブルーブラスター（アッシュレイ・フィロソフォード）
- ブレイジングソウルズ（アデル、シオラ）
- 舞-HiME 鮮烈! 真 風華学園激闘史!!（宗像詩帆）
- 舞-乙HiME 乙女舞闘史!!（シホ＝ユイット）
- ローゼンメイデン シリーズ（2006年 - 2014年、雛苺） - 3作品

2007年
- アルトネリコ2 世界に響く少女たちの創造詩（ゲンゴロー、ネネシャ、彌紗・アルトセルク・リューン）
- マジカノ ファンディスク じゃんけんぽんってマジですか?（魔宮あゆみ）
- 四八（仮）（富沢七姉妹）【日、亜土、月野、木里、火乃、水貴、金花】
- ドラグナーズアリア 竜が眠るまで（ウルリカ・エクルンド）
- 武装神姫 BATTLE RONDO（蝶型MMS シュメッターリング）
- マナケミア 〜学園の錬金術士たち〜（フィロメール・アルトゥング）
- リーズのアトリエ 〜オルドールの錬金術士〜（リーズ〈リゼット・ランデル王女〉）

2008年
- クロスエッジ（2008年 - 2009年、メイ、彌紗・アルトセルク・リューン） - 2作品
- テイルズ オブ ハーツ（ペリドット・ハミルトン）
- R20★萌え花札（結崎千尋）
- R20★萌えテニス（吾妻真魚）
- R20★萌え大富豪（北爪七菜）
- どきどき魔女神判2（理澄ねおん）
- ルーンファクトリー フロンティア（白エリス）

2009年
- アニーのアトリエ 〜セラ島の錬金術士〜（リーズ）
- ストライクウィッチーズ シリーズ（2009年 - 2016年、エーリカ・ハルトマン、ウルスラ・ハルトマン） - 7作品
- リーナのアトリエ 〜シュトラールの錬金術士〜（マルシェラ・ヴァッシェン）

2010年
- D.C.I&II P.S.P. 〜ダ・カーポI&II〜 プラスシチュエーション ポータブル（朝倉音夢）
- L@ve once シリーズ（2010年 - 2012年、谷口千歳） - 3作品

2011年
- エビコレ+アマガミ（菜々）

2013年
- テイルズ オブ ハーツ R（ペリドット・ハミルトン）
- マブラヴ オルタネイティヴ トータル・イクリプス（タリサ・マナンダル少尉）

2015年
- ケイオスドラゴン 混沌戦争（ウルウル＝ウーグルーク・ニュッカ・キラルナック）
- ソウルクラッシュ（アルッサ）

2016年
- サモンナイト6 失われた境界たち（ミルリーフ）
- チェインクロニクル〜絆の新大陸〜（キャロ、カロラッカ）

2017年
- チェインクロニクルV〜絆の新大陸〜（スーリヤ）
- チェインクロニクル3（2017年 - 2019年、破壊を求める少女 ナロ、土塊の傀儡師 ロスカァ＆ベルダッド、威風の聖騎士 エレクシィ、果実の魔神 エイルニルス、オカシなオカシなゴーレム シュガー）
- 蒼空のリベラシオン（リリヴィス）
- クレヨンしんちゃん 激アツ!おでんわ〜るど大コン乱!!（ツミレの母、もえP）

2018年
- ゴシックは魔法乙女〜さっさと契約しなさい！〜（ガイア、雛苺）

2019年
- D.C.4 〜ダ・カーポ4〜（朝倉音夢）
- アリス・ギア・アイギス（エーリカ・ハルトマン）
- かんぱに☆ガールズ（メイジー・ルージェ）
- ファイアーエムブレム 風花雪月（レオニー＝ピネッリ）

2020年
- クイズRPG 魔法使いと黒猫のウィズ（アフロディテⅨ / リベルティーナ）
- ワールドウィッチーズ UNITED FRONT（エーリカ・ハルトマン、ウルスラ・ハルトマン）
- SINoALICE -シノアリス-（雛苺）
- 武装神姫 ARMORED PRINCESS BATTLE CONDUCTOR（蝶型 シュメッターリング）

2021年
- ファイアーエムブレム ヒーローズ（レオニー）
- アカシッククロニクル～黎明の黙示録（嫦娥）

2022年
- 御城プロジェクト:RE〜CASTLE DEFENSE〜（エーリカ・ハルトマン）
- ファイアーエムブレム無双 風花雪月（レオニー＝ピネッリ）

2023年
- トリスティア:レガシー/リストア（ネネ・ハンプデン） - 2作品

2024年
- 東方スカーレットディアブロ（フランドール・スカーレット）

### パチンコ・パチスロ
- CRローズテイルアルティメット（2006年、のばら、ウイミイ）
- CR野薔薇物語（2006年、のばら、ウイミイ）
- パチスロ伝説の巫女（2008年、日丸かえで）
- CR伝説の巫女（2008年、日丸かえで）
- CR舞-HiME（2010年、宗像詩帆）
- CRひかる源氏（2010年、若紫）
- CRローズテイルEX（2011年、のばら、ウイミイ）
- Pストライクウィッチーズ2 129ver.（2022年、エーリカ・ハルトマン）

### ドラマCD
時期不明
- 超重神グラヴィオン（リィル）

1999年
- エニックスコレクション「最遊記」
  - 1（李厘、泥人形）
  - 2（李厘）

- スターオーシャン セカンドストーリー2（ミラージュ）

2001年
- おとぎストーリー 天使のしっぽ Drama CD Vol.1（インコのツバサ）

2002年
- 蒼い海のトリスティア（2002年 - 2003年、ネネ・ハンプデン） - 全3枚
- こすぷれCOMPLEX ドラマアルバム 萌えて・チャコってコスプレ部（長谷川チャコ）
- ドラマCD たいせつなうた〜恋する夢歌姫〜（里中ひすい）
- World's end（2002年 - 2003年、ルナ・パトラクシェ） - 全2巻

2003年
- ななか6/17 ヴォーカル＆ドラマアルバム 「うたう♪えほん」（霰玉九里子）
- D.C. ドラマCD「春色の夢」（朝倉音夢）
- らぶドル 1st.project / Radio Project / 3rd.project（2003年 - 2004年、有栖川唯）
- みすてぃっく放送部 シリーズ（観鐘唯）
  - ドラマCD 1st Take
  - ドラマCD 2nd Take
  - ドラマCD 3rd Take
  - 風立ちぬ
  - ドラマCD 2nd Season 風の名前 Vol.1
  - ドラマCD 2nd Season 風の名前 Vol.2

- SAKURA〜雪月華〜（2003年 - 2005年、月島円） - 全5作品

2004年
- ドラマCD らぶドル〜Lovely Idol〜（有栖川唯）
- 初音島ドラマシアター chapter.1 - 6（2004年 - 2005年、朝倉音夢）
- 熱風海陸ブシロード ドラマCD Tales of Times Now Past 〜一期一会之章 上/下巻〜（2004年 - 2005年、ネネ・スヴァロフスキー）

2005年
- Memories Off #5 とぎれたフィルム Drama Collection（日名あすか）
- TVアニメ『舞-HiME』ドラマCD 実録!『裏』風華学園史・第一章（宗像詩帆）
- 愛の時・迷宮〜あいのときめき〜 シリーズ（修学院母音）
- 蒼い空のネオスフィア Drama CD「ナノカとスツーカのラジオdeネオスフィア!!」（ネネ・ハンプデン）
- 『Φなる・あぷろーち』ドラマシリーズ Vol.1 - 5（益田西守歌）
- オリジナルCDドラマ ルーンムーン1 - 3（汐本シン）
- ローゼンメイデン シリーズ（2005年 - 2013年、雛苺）

2006年
- アルトネリコ 世界の終わりで詩い続ける少女（彌紗）
- 舞-乙HiME ドラマCD ミス・マリアはみてた ガルデローベ秘裏日誌 Vol.1（シホ・ユイット）
- ドラマCD 乙女はお姉さまに恋してる シーズン02 - 04（2006年 - 2007年、高根美智子）
- D.C.S.S. 外伝ドラマ Vol.2、3（朝倉音夢）
- アクエリアンエイジ 7周年記念ドラマCD（レイナ・アークトゥルス）
- ドラマCD「キミキス」Vol.2 ふたりのラブラブうどん〜里仲なるみ＋菜々〜（菜々）
- BLUE BLASTER SOUND FIELD PACK（アッシュレイ・フィロソフォード）
- Strawberry Panic シリーズ（奥若蕾） - 3作品

2007年
- LOVELY IDOL DRAMA CD 歌は素敵なプレゼント（榊瑞樹）
- 「キミキス」ドラマCD セカンドシーズン Vol.2 - 3（菜々）
- 水銀燈の今宵もアンニュ〜イ Vol.3 〜クリスマススペシャル〜（雛苺）
- “声優”とバーチャルデート（野川さくら）
- 告白CD（野々宮真）
- マジカノ〜魔女の森のリンゴ狩り〜（魔宮あゆみ）
- 瀬戸の花嫁シリーズ（2007年 - 2008年、江戸前留奈）

2008年
- TVアニメーション「AYAKASHI」Characters Vol.1、2 / TVアニメーション「AYAKASHI」Drama CD（牧原和泉、夏原織江）
- どきどき魔女神判2 ドラマCD～魔女とアクジ、かれ～なる？大作戦。そして伝説へ～（理澄ねおん）
- ルーンファクトリー フロンティア（白エリス）
- THOR CODE ドラマCD（天吹笙子）
  - THOR CODE ドラマCD 零 メガミマガジン100号記念オリジナル企画（天吹笙子）

2009年
- ストライクウィッチーズ 秘め話CD1 - 3（エーリカ・ハルトマン、ウルスラ・ハルトマン）
- シュヴァリエ -月の姫と竜の騎士- Vol.1、2（セレスティ）
- テイルズ オブ ハーツ シリーズ（ペリドット・ハミルトン）
  - 「I スピルーン四散」
  - 「II いばらの森へ」

- ミカるんX DRAMA CD 01（堰由布子）

2010年
- ストライクウィッチーズ2 秘め録CD上、下（エーリカ・ハルトマン）
- 乙女はお姉さまに恋してる エピローグCD VOL.1〜卒業旅行に行きましょう〜（高根美智子）

2011年
- ドラマCD『アルトネリコ3 世界終焉の引鉄は少女の詩が弾く』sideティリア-After story-（彌紗）
- Voice de トウコウスフィア Final〜ありがとうアルポータル〜（彌紗）

2014年
- ストライクウィッチーズ Operation Victory Arrow vol.1 サン・トロンの雷鳴 Amazon.co.jp限定版特典 後日談ドラマCD「プライベート・サン・トロン」（エーリカ・ハルトマン、ウルスラ・ハルトマン）

2017年
- ブレイブウィッチーズPrequel2 オラーシャの幻影（エーリカ・ハルトマン）

2018年
- サイレントウィッチーズ1 - 3 スオムスいらん子中隊ReBOOT! プレミアム特装版付きオリジナルドラマCD（2018年 - 2019年、ウルスラ・ハルトマン）

### 特撮
- Kawaii! JeNny（2007年、ジェニー〈声〉）

### ナレーション
- ダーウィンの動物大図鑑 はろ〜!あにまる（番組内コーナーの「きょうのかわいい!」を担当）
- アニソンぷらす（2012年9月）

### ラジオ
※はインターネット配信。
2000年代
- 今夜も大入り! 渋谷・極楽亭（ピンチヒッター）
- 野川さくらのHAPPY♪プリン（2001年、AM神戸）
- 野川さくらのマシュマロ♪たいむ（2001年 - 2012年、AM神戸・文化放送・ランティスネットラジオ・HiBiKi Radio Station）
- さくらと紗子の着替えるラジオ（2002年、ラジオ大阪）
- 野川さくらの夢みる☆キャンディー（2002年 - 2003年、アニスタ.TV）
- オレたちやってま〜す土曜日（2002年 - 2003年、MBSラジオ）
- World's end（2003年、アニメイトTV）
- RADIOみすてぃっく放送局（2003年、AM神戸・アニスタ.TV）
- おしゃべりやってまーす月曜日（2003年 - 2005年、K'z Station）
- 下川みくにと野川さくらの今夜もミックリサックリ（2003年、AM神戸・アニスタ.TV）
- ラジオ戦隊♪さくはりばー（2003年 - 2004年、アニスタ.TV）
- D.C. 〜ダ・カーポ〜 初音島放送局（2004年 - 2005年）
- 野川さくらのらずべりー♪house（2004年 - 2005年、アニスタ.TV）
- SOUND OF LIFE（2005年 - 2006年、TOKYO FM）
- ドラマティック・エンジェル（2005年 - 2006年、ラジオ大阪・東海ラジオ・アニスタ.TV）
- ラジオしちゃうぞ!メモオフ＃5（2005年 - 2006年、ラジオ関西・アニスタ.TV）
- 初音島放送局S.S.（2005年10月 - 2006年1月、ランティスウェブラジオ・アニメイトTV）- 第14回 - 第29回パーソナリティー担当
- まるごとびんちょ☆れっく（2005年 - 2006年、文化放送・アニメイトTV）
- ボイスパラダイス vol.2、3、4（2005年 - 2006年、NHK-FM）- アシスタント担当
- マジカノ放送局（2006年）
- ゆいとさくらの てぃあらじ 番外編（2006年）
- 瀬戸の花嫁 嫁入りラジオ（2007年）
- 未祐とさくらのAYAKASHI R（2008年、メディファクラジオ・アニスタ.TV）
- THOR CODE RADIO（2008年 - 2009年、アニスタ.TV）
- 野川さくら Ciao! Come Sta!（2008年 - 2009年、超!A&G+）

2010年代
- さくら・あゆみのローズパーティー（2011年、文化放送・超!A&G+）
- 501st JFW.OA〜第五〇一統合戦闘航空団公式放送〜（2011年 - 2016年、音泉・HiBiKi Radio Station）- 不定期ゲストパーソナリティー出演
- 野川さくらのチョコレート♪たいむ（2017年 - 2022年、野川さくら公式サイト・YouTube）

ラジオドラマ
- SAKURA〜雪月華〜（月島円）

### ラジオCD
- おとぎストーリー 天使のしっぽ DJ☆CD Edition.1 - 3（2002年）
- フォークキャンプラジオステーション 2・4
- 初音島放送局1 - 4（2003年 - 2005年）
- 野川さくらのマシュマロ♪たいむ #1 - 3（2003年 - 2005年）
- 『ローゼンメイデン・ウェブラジオ 薔薇の香りのGarden Party』CDスペシャル（2005年9月22日）
- 初音島放送局S.S. Vol.2、3（2006年）
- お姉様といちごそうどう The CD 〜白百合の乱〜（第29回ゲスト、2006年7月5日）
- 瀬戸の花嫁 ラジオCD 嫁入りラジオVol.1、2（2007年）
  - 瀬戸の花嫁 婿入りラジオ（2007年）- ガンガンウイング2007年11月号に付録としてついているCD
- ストライクウィッチーズ スターライトストリーム2（第34回ゲスト、2011年4月27日）

### テレビ番組
※はインターネット配信。
- Cyber Project TV
- World’s end うぃっち・パーティー☆（※）
- アニメぱらだいす!（2001年10月 - 2007年4月）
- アニメ天国（2004年4月 - 2010年3月、キッズステーション）
- Granado Espada Walker〜グラナド・エスパダの歩き方（2006年4月 - 6月、キッズステーション）
- らぶドルTV（2006年9月 - 2007年1月、アニメイトTV※）
- Dream Factory The Debut（2007年7月 - 9月）
- 超!アニメ天国（2010年4月 - 12月、tvk）
- ANIMON TV（YouTube）

### CM
- ビーマニポケット Love Stories（2000年）

### 映画
- 呪戒 JUKAI（2005年、望）

### オリジナルビデオ
- if〜もし私が…だったら〜（2004年、野川さくら）
- 温泉タマゴ〜湯けむり奇談〜（2004年）
- if〜もしも…で逢えたなら〜（2005年、野川さくら）
- RAY（2005年、春日野零）
- パルフェ Another Story（2006年、花鳥玲愛）

### 映像商品
2004年
- Φなる・あぷろーち DVD第1 - 4巻映像特典

2005年
- 「舞-HiME」DVD1巻初回特典DVD"風華学園出席簿"（1月28日）
- 舞-乙HiME 1 初回封入特典DVD「ガルデローベ出席簿」

2006年
- Strawberry Panic DVD Special Limited Box II（映像特典：聖アストラエア合同入学式イベントダイジェスト、7月25日）
- 舞-乙HiME 9＜最終巻＞初回封入特典DVD〜「ガルデローベ出席簿2」マイスター座談会（9月22日）
- Strawberry Panic DVD Special Limited Box VI（映像特典：聖アストラエア合同談話室(中原麻衣＆野川さくら)、11月24日）
- らぶドル Prologue DVD
- らぶドル STAGE 1 - 7（2006年 - 2007年）

2007年
- らぶドルTV 先行版
- らぶドルTV 総集編

### 舞台
- 朗読劇 ストライクウィッチーズ（2022年12月18日）- エーリカ・ハルトマン役

### その他コンテンツ
- マンチカン〜短足子猫の物語〜（2011年、マンチカン〈声〉）
- 声優バラエティ『ちょうみりょうぱーてぃー』（みそ）
- VR朗読劇「百合に挟まれてる女って、罪ですか?」（2022年、久利⼭桔花）
- オーディオドラマ『芙蓉友奈は語部となる』（2023年、藤井瑠璃）

## ディスコグラフィ

### シングル
|            | 発売日         | タイトル                                    | 規格品番     | 規格品番   | オリコン 最高位 |
| 初回限定盤 | 発売日         | タイトル                                    | 通常盤       |            | オリコン 最高位 |
| ---------- | -------------- | ------------------------------------------- | ------------ | ---------- | --------------- |
| 1st        | 2001年8月1日   | そよ風のロンド                              |              | LACM-4025  | 圈外            |
| 2nd        | 2001年9月5日   | 負けないで…片想い                           | PCCG-00577   |            | 圈外            |
| ※          | 2001年10月30日 | One Drop                                    | LACM-4030    |            | 圈外            |
| 3rd        | 2002年1月26日  | ハートのパズル                              | LACM-4044    |            | 圈外            |
| 4th        | 2002年2月28日  | thunder of PP                               | LACM-4046    |            | 圈外            |
| ※          | 2002年3月20日  | 今日、笑顔があれば/羽音                     | PCCG-00589   |            | 圈外            |
| 5th        | 2002年3月27日  | 天使のレシピ                                | LACM-4049    |            | 圈外            |
| 6th        | 2002年8月7日   | 星の降る丘                                  | LACM-4067    |            | 圈外            |
| 7th        | 2003年7月24日  | SAKURAマジック〜しあわせになろう〜          | LACM-4100    | 圈外       |                 |
| 8th        | 2004年10月27日 | 君色パレット                                | LACM-4160    | 59位       |                 |
| ※          | 2004年11月5日  | Do your dream                               | KWCA-2       | 圈外       |                 |
| 9th        | 2004年12月1日  | Joyeux Noël 〜聖なる夜の贈りもの〜          | LACM-4169    | 圈外       |                 |
| 10th       | 2006年1月25日  | もっっと!                                   | LACM-4242    | 54位       |                 |
| 11th       | 2006年10月4日  | Dual Love on the planet 〜葉ノ香〜          | LACM-4290    | 60位       |                 |
| ※          | 2006年11月1日  | 恋、はじめました!/LoveLoveLoveのせいなのよ! | AVCA-26011   | 58位       |                 |
| 12th       | 2008年10月22日 | Eternal Memory                              | RATC-0010    | 圈外       |                 |
| 13th       | 2009年5月27日  | Party Play                                  | VGCD-50007   | VGCD-1033  | 71位            |
| 14th       | 2009年8月5日   | 塞塵のパンドラ                              |              | VGCD-1042  | 113位           |
| ※          | 2009年8月10日  | 咲人〜サクンチュ〜                          | RASN-0001    |            |                 |
| 15th       | 2010年1月29日  | Last Stop                                   | RAAH-0002    | 圈外       |                 |
| 16th       | 2010年7月28日  | heavenly days                               | AVCA-29815/B | AVCA-29816 | 116位           |
| 17th       | 2011年4月20日  | モロビトコゾリテ                            |              | AVCA-29920 | 146位           |
| 18th       | 2013年7月31日  | TWINKLE☆CHERRY PINK                         | TSCM-0015    | 圈外       |                 |

### コラボレーション・シングル
|     | 発売日         | タイトル       | 規格品番   | 名義                   | オリコン 最高位 |
| --- | -------------- | -------------- | ---------- | ---------------------- | --------------- |
| 1st | 2007年11月14日 | ハイ・エナジー | AVCA-26561 | 野川さくら・桃井はるこ | 68位            |

### アルバム
|            | 発売日         | タイトル                                 | 規格品番     | 規格品番   | オリコン 最高位 |
| 初回限定盤 | 発売日         | タイトル                                 | 通常盤       |            | オリコン 最高位 |
| ---------- | -------------- | ---------------------------------------- | ------------ | ---------- | --------------- |
| 1st        | 2003年2月5日   | SAITA                                    |              | LACA-5150  | 76位            |
| 2nd        | 2004年3月1日   | U・La・Ra                                | LACA-5255    | 138位      |                 |
| 3rd        | 2005年3月24日  | PoTeChi                                  | LACA-5360    | 74位       |                 |
| 企画盤     | 2005年8月3日   | Cherries                                 | LACA-5415    | 84位       |                 |
| 4th        | 2006年4月12日  | てのひらのなかのルピカ                   | LACA-5507    | 83位       |                 |
| 5th        | 2007年8月1日   | 風色恋譜                                 | LACA-5651    | 60位       |                 |
| ベスト     | 2008年12月24日 | 野川さくら SUPER BEST 〜さくらのうた〜   | AVCA-29017/B | AVCA-29018 | 124位           |
| 6th        | 2010年8月25日  | HAPPY HARMONICS                          | AVCA-29819   | AVCA-29820 | 120位           |
| カバー     | 2010年12月8日  | WINTER SONG COVER BEST                   |              | AVCA-29861 | 221位           |
| ※          | 2011年4月15日  | Pure's Ⅰ〜Live Recording at LIQUIDROOM〜 | FTMC-0010    |            |                 |

### 映像作品

#### PV集
| 枚  | 発売日       | タイトル                                         | 規格品番  |
| --- | ------------ | ------------------------------------------------ | --------- |
| 1st | 2003年2月5日 | SAKURAクリップス〜野川さくら VISUAL COLLECTION〜 | BCBE-1720 |

#### ライブ映像
|     | 発売日        | タイトル                                                                            | 規格品番   | 規格品番 |
| DVD | 発売日        | タイトル                                                                            | BD         |          |
| --- | ------------- | ----------------------------------------------------------------------------------- | ---------- | -------- |
| 1st | 2004年8月27日 | 野川さくら 2ndライブ にゃっほ〜♪TOUR 2004 春・U・La・Ra                             | BCBE-1965  |          |
| 2nd | 2005年4月23日 | 野川さくら カウントダウンライブ ドキュメンタリーDVD&ポスターブック                  |            |          |
| 3rd | 2006年5月26日 | 野川さくら LIVE COLLECTION Vol.1 カウントダウンライブ にゃっほ〜♪New Year 2004-2005 | ASBY-3415  |          |
| 4th | 2006年6月23日 | 野川さくら LIVE COLLECTION Vol.2 にゃっほ〜♪LIVE 2005 PoTeChi                       | ASBY-3416  |          |
| 5th | 2006年9月22日 | 野川さくら LIVE COLLECTION Vol.3 Sakura Nogawa Live Tour 2006 ルピカ                | ASBY-3417  |          |
| 6th | 2007年12月5日 | 野川さくら にゃっほ〜♪TOUR 2007 LOVE NOTE                                           | AVBA-26580 |          |
| 7th | 2007年12月5日 | 野川さくら Birthday Special Live〜SAKURA Selection〜                                | AVBA-26581 |          |
| 8th | 2009年9月30日 | NOGAWA SAKURA NYAHHOO♪TOUR 2009〜さくらのうた〜                                     | RADN-0001  |          |
| 9th | 2011年3月1日  | 野川さくら にゃっほ〜♪TOUR 2010〜HAPPY HARMONICS〜                                  | FTMD-0001  |          |

#### その他ライブ映像
- D.C. 〜ダ・カーポ〜 シークレットライブ in 川崎 CLUB CITTA'（2004年5月26日）
- らぶドル FIRST LIVE IN YOKOHAMA BLITZ（2007年7月25日）
- アニぱら音楽館 EXTREME LIVE（2007年8月22日）
- RAMS LIVE FESTIVAL 2007（2008年3月12日）
- ストライクウィッチーズ みんながいるからできること! bis（2010年8月27日）

### 歌手参加楽曲
| 発売日         | 商品名                                                                             | 歌         | 楽曲                                | 備考                                                                     |
| -------------- | ---------------------------------------------------------------------------------- | ---------- | ----------------------------------- | ------------------------------------------------------------------------ |
| 2002年5月22日  | ビストロ・きゅーぴっと オリジナルサウンドトラック わくわく音楽祭                   | 野川さくら | 「天使のレシピ（Original Ver.）」   | ゲーム『ビストロ・きゅーぴっと』オープニングテーマ                       |
| 2002年5月22日  | ビストロ・きゅーぴっと オリジナルサウンドトラック わくわく音楽祭                   | 野川さくら | 「時の翼（Original Ver.）」         | ゲーム『ビストロ・きゅーぴっと』エンディングテーマ                       |
| 2002年8月21日  | 蒼い海のトリスティア ドラマCD                                                      | 野川さくら | 「UP TO ME!!」                      | ゲーム『蒼い海のトリスティア』主題歌                                     |
| 2002年9月25日  | アーケードゲーマーふぶき オリジナルサウンドトラック                                | 野川さくら | 「恋のときめきチャンス」            | OVA『アーケードゲーマーふぶき』挿入歌                                    |
| 2005年8月10日  | Loon Moon Original Sound Track                                                     | 野川さくら | 「虹」                              | ドラマCD『ルーンムーン』オープニングテーマ                               |
| 2006年3月17日  | PCゲーム「蒼い空のネオスフィア どきどき アドベンチャー Effectiv E」OMNI SHOP特典CD | 野川さくら | 「Ancient View」                    | ゲーム『蒼い空のネオスフィア どきどき アドベンチャー Effective E』主題歌 |
| 2010年12月29日 | FOXTROT SPECIAL BEST                                                               | 野川さくら | 「しゃぼんSunnydays」               | テレビアニメ『炬燵猫』エンディングテーマ                                 |
| 2023年1月19日  | トリスティア とりとりバンドルパック 初回生産同梱特典CD                             | 野川さくら | 「UP TO ME!!（overclocking ver.）」 | ゲーム『トリスティア:レガシー』主題歌                                    |

### キャラクターソング
| 発売日   | 商品名 | 歌 | 楽曲 | 備考                                                                                  |
| 2001年   | 2001年 | 2001年 | 2001年 | 2001年                                                                                |
| -------- | --- | --- | --- | ------------------------------------------------------------------------------------- |
| 9月29日  | 天使のピクニック | P.E.T.S. | 「天使のピクニック」 | テレビアニメ『おとぎストーリー 天使のしっぽ』関連曲                                   |
| 10月17日 | 竹箒にまたがって | 鬼塚美雪（野川さくら） | 「竹箒にまたがって」 「世界でいちばん悲しいわたし」 | テレビアニメ『SAMURAI GIRL リアルバウトハイスクール』関連曲                           |
| 10月30日 | 天使のしっぽ/One Drop | P.E.T.S. | 「天使のしっぽ」 | テレビアニメ『おとぎストーリー 天使のしっぽ』オープニングテーマ                       |
| 11月29日 | 天使の夢・かなえてください                                                                                                  | 守護天使・中学生トリオ | 「天使の夢・かなえてください」 | テレビアニメ『おとぎストーリー 天使のしっぽ』関連曲                                   |
| 12月29日 | 天使のうたごえ vol.1 | インコのツバサ（野川さくら） | 「Tears〜大人へのステップ〜」 | テレビアニメ『おとぎストーリー 天使のしっぽ』関連曲                                   |
| 2002年   | | | |                                                                                       |
| 5月22日  | 萌えてこそ・コスプレ | 長谷川チャコ（野川さくら）、デルモ（釘宮理恵）、今井まりあ（千葉紗子）、今井あてな（清水愛）、ジェニー・マテル（渡辺明乃）、青島麗華（たかはし智秋） | 「萌えてこそ・コスプレ」 | OVA『こすぷれCOMPLEX』オープニングテーマ                                              |
| 5月22日  | 萌えてこそ・コスプレ | 長谷川チャコ（野川さくら）、デルモ（釘宮理恵）、今井まりあ（千葉紗子）、今井あてな（清水愛）、ジェニー・マテル（渡辺明乃）、青島麗華（たかはし智秋） | 「コスプレ音頭」 | OVA『こすぷれCOMPLEX』エンディングテーマ                                              |
| 9月25日  | OVA「こすぷれCOMPLEX」ORIGINAL SOUND TRACK さんとらCOMPLEX                                                                  | 長谷川チャコ（野川さくら）、デルモ（釘宮理恵）、今井まりあ（千葉紗子）、今井あてな（清水愛）、ジェニー・マテル（渡辺明乃）、青島麗華（たかはし智秋） | 「萌えてこそ・コスプレ（マキシとちょっと違うver.）」 「コスプレ音頭（マキシとちょっと違うver.）」                                                          | OVA『こすぷれCOMPLEX』関連曲                                                          |
| 9月25日  | 風のMon-Ami | かおりん（野川さくら） | 「風のMon-Ami」 「TeaRoseで眠りましょう」 | テレビアニメ『あずまんが大王』関連曲                                                  |
| 10月2日  | TVアニメーション『ぴたテン』イメージアルバム『わいわいで行こう』                                                            | 御手洗薫（野川さくら） | 「薫のミラクル・スパイラル・ラブ!」 | テレビアニメ『ぴたテン』関連曲                                                        |
| 11月20日 | ゲートキーパーズ ベスト | 太刀川里香（野川さくら） | 「笑顔ひとつぶん」 | OVA『ゲートキーパーズ21』関連曲                                                       |
| 2003年   | | | |                                                                                       |
| 3月5日   | ななか6/17 ヴォーカル&ドラマアルバム「うたう♪えほん」                                                                       | 霰玉九里子（野川さくら） | 「ぽっぴん☆らっぴん」 | テレビアニメ『ななか6/17』関連曲                                                      |
| 5月27日  | Voices | みすてぃっく放送部 | 「Voices」 | ドラマCD『みすてぃっく放送部』オープニングテーマ                                      |
| 5月27日  | Voices | みすてぃっく放送部 | 「Voices G-BULL style [virginity]」 | ドラマCD『みすてぃっく放送部』関連曲                                                  |
| 6月6日   | Never Ending Fantasia | ルナ・パトラクシェ（野川さくら） | 「いつか」 | ドラマCD『World's end』関連曲                                                         |
| 6月6日   | Never Ending Fantasia | ルナ・パトラクシェ（野川さくら）、カーマイン・ロードナイト（千葉紗子）、ネロ・ベルーティノ（清水愛）、セレス・アクエリアス（折笠富美子） | 「魔法の風景」 | ドラマCD『World's end』関連曲                                                         |
| 8月15日  | らぶドル debut maxi single『My Little Wing』                                                                                | 有栖川唯（野川さくら） | 「光射す彼方の空」 | 読者参加企画『らぶドル 〜Lovely Idol〜』関連曲                                        |
| 8月15日  | プリンセスソフト社歌'03 | プリンセスマリー（野川さくら）＆レイナ（新谷良子） | 「SWEET!!」 | 『プリンセスアワー』主題歌                                                            |
| 8月27日  | D.C.〜ダ・カーポ〜 キャラクターソングVol.1 朝倉音夢×鷺澤頼子                                                                | 朝倉音夢（野川さくら） | 「心配かけてゴメンね？」 | テレビアニメ『D.C. 〜ダ・カーポ〜』関連曲                                             |
| 9月27日  | 風立ちぬ | みすてぃっく放送部 | 「風立ちぬ」 | ドラマCD『みすてぃっく放送部』エンディングテーマ                                      |
| 9月27日  | 風立ちぬ | みすてぃっく放送部 | 「風立ちぬ G-BULL STYLE [girls on the moon]」 | ドラマCD『みすてぃっく放送部』関連曲                                                  |
| 11月6日  | SAKURA〜雪月華〜 劇中歌全集                                                                                                 | 月島円（野川さくら） | 「「好き」のモノローグ」 | ゲーム『SAKURA〜雪月華〜』月島円エンディング曲                                        |
| 11月6日  | SAKURA〜雪月華〜 劇中歌全集                                                                                                 | 野川さくら | 「SAKURA…舞い散る空へ」 | ゲーム『SAKURA〜雪月華〜』グランドエンディング曲                                      |
| 12月27日 | 歌え！みすてぃっく放送部 | 観鐘唯（野川さくら） | 「Catch Yourself G-BULL style [Bravely your Sword]」 | ドラマCD『みすてぃっく放送部』関連曲                                                  |
| 2004年   | | | |                                                                                       |
| 1月23日  | らぶドル Radio Project | 有栖川唯（野川さくら） | 「光射す彼方の空〜Radio ver.〜」 | 読者参加企画『らぶドル 〜Lovely Idol〜』関連曲                                        |
| 2月25日  | ダ・カーポ玉2 | 朝倉音夢（野川さくら）、天枷美春（神田朱未）、白河ことり（堀江由衣）、芳乃さくら（田村ゆかり）、水越眞子（松岡由貴）、水越萌（伊月ゆい） | 「風見学園校歌」 | テレビアニメ『D.C. 〜ダ・カーポ〜』関連曲                                             |
| 2月25日  | ダ・カーポ玉2 | 朝倉音夢（野川さくら） | 「ダ・カーポ 〜第2ボタンの誓い〜 -Candy morning Ver.-」 | テレビアニメ『D.C. 〜ダ・カーポ〜』関連曲                                             |
| 4月7日   | D.C.P.S.〜ダ・カーポ〜 プラスシチュエーション キャラクターイメージソング1                                                   | 朝倉音夢（野川さくら）、芳乃さくら（田村ゆかり） | 「サクラ色の笑顔」 | ゲーム『D.C.P.S. 〜ダ・カーポ〜 プラスシチュエーション』関連曲                        |
| 4月7日   | D.C.P.S.〜ダ・カーポ〜 プラスシチュエーション キャラクターイメージソング1                                                   | 朝倉音夢（野川さくら）、天枷美春（神田朱未） | 「Shiny day」 | ゲーム『D.C.P.S. 〜ダ・カーポ〜 プラスシチュエーション』関連曲                        |
| 4月21日  | てんたま2wins ヴォーカルプラス                                                                                              | 真田純菜（野川さくら） | 「ゆれるふたり」 | ゲーム『てんたま2wins』関連曲                                                         |
| 7月7日   | D.C.P.S.〜ダ・カーポ〜 プラスシチュエーション キャラクターイメージソング2                                                   | 朝倉音夢（野川さくら） | 「幸せレシピ」 | ゲーム『D.C.P.S. 〜ダ・カーポ〜 プラスシチュエーション』関連曲                        |
| 7月22日  | シアワセ革命 | Lovely Idol | 「シアワセ革命」 | ゲーム『らぶドル 〜Lovely Idol〜』オープニングテーマ                                  |
| 7月22日  | シアワセ革命 | Lovely Idol | 「ココロの矢印は上向き」 | ゲーム『らぶドル 〜Lovely Idol〜』エンディングテーマ                                  |
| 7月24日  | 熱風海陸ブシロード 登場人物歌唱集 其の壱 熱源                                                                               | 榎本温子、野川さくら、門脇舞、新谷良子 | 「乙女恋唄」 | メディアミックス作品『熱風海陸ブシロード』関連曲                                      |
| 9月1日   | D.C.〜ダ・カーポ〜 Vocal Selection Vol.1 Ribbons & Candies                                                                  | 朝倉音夢（野川さくら） | 「Lip to Love」 「リトル☆ハピネス」 「星降るティーカップ」                                                                                                 | テレビアニメ『D.C. 〜ダ・カーポ〜』関連曲                                             |
| 11月26日 | TVアニメ『Φなる・あぷろーち』ボーカルアルバム Love,Fate,Love                                                                | 益田西守歌（野川さくら） | 「100% Smile Juice」 | テレビアニメ『Φなる・あぷろーち』関連曲                                               |
| 2005年   | | | |                                                                                       |
| 2月23日  | 舞-HiME Character Vocal Album Vol.1 初恋方程式 第1楽章                                                                      | 宗像詩帆（野川さくら） | 「ラブロケ☆パイロット」 | テレビアニメ『舞-HiME』関連曲                                                         |
| 2月25日  | ローリング・メイドさんだー                                                                                                  | ま○○○（野川さくら）、チェコ（徳永愛） | 「ローリング・メイドさんだー」 | テレビアニメ『ぷぎゅる』テーマソング                                                  |
| 4月22日  | みんなだいすきモンチッチ | 桜チョメ吉、モンチッチくん（真田アサミ）、モンチッチちゃん（野川さくら） | 「モンチッチじゃんけん」 | テレビアニメ『モンチッチ』関連曲                                                      |
| 5月25日  | 『らぶドル〜Lovely Idol〜』ヴォーカル&サウンドトラック らぶドルShow 第一幕                                                  | 有栖川唯（野川さくら） | 「Pure☆メロ♪Faily〜リズムにのって〜」 | ゲーム『らぶドル 〜Lovely Idol〜』有栖川唯エンディングテーマ                          |
| 5月25日  | 『らぶドル〜Lovely Idol〜』ヴォーカル&サウンドトラック らぶドルShow 第一幕                                                  | Innocent6Naughty Guardians | 「稲妻レボリューション」 | ゲーム『らぶドル 〜Lovely Idol〜』Innocent6Naughty Guardiansエンディングテーマ        |
| 7月6日   | Super Stylish Doctors Story「愛の時・迷宮〜あいのときめき〜3」                                                              | 修学院母音（野川さくら）、修学院真音（新谷良子） | 「刹那の英雄」 | ドラマCD『Super Stylish Doctors Story』関連曲                                         |
| 7月21日  | ショコラ〜maid cafe "curio"〜 original vocal album ふたりみらい                                                             | 真名井美里（野川さくら） | 「エントランス」 | PS2ゲーム『ショコラ 〜maid cafe "curio"〜』挿入歌                                     |
| 8月11日  | 特製ソング&サウンドCD「録りおろしだよっ♪」                                                                                  | ネネ（野川さくら） | 「たりないけど」 | ゲーム『蒼い海のトリスティア〜発明工房奮闘記〜』関連曲                                |
| 10月26日 | D.C.S.S. VOCAL ALBUM Vol.1                                                                                                  | 朝倉音夢（野川さくら）、アイシア（宮崎羽衣） | 「ラブベリー」 | テレビアニメ『D.C.S.S. 〜ダ・カーポ セカンドシーズン〜』関連曲                        |
| 10月26日 | D.C.S.S. VOCAL ALBUM Vol.1                                                                                                  | 朝倉音夢（野川さくら） | 「Dear your mind」 | テレビアニメ『D.C.S.S. 〜ダ・カーポ セカンドシーズン〜』挿入歌                        |
| 11月25日 | びんちょうタン キャラクターCD Vol.1 びんちょうタン&クヌギたん                                                               | クヌギたん（野川さくら） | 「空のさんぽ」 | テレビアニメ『びんちょうタン』関連曲                                                  |
| 11月25日 | Memories Off #5 とぎれたフィルム PREMIUM COLLECTION 1 ASUKA                                                                 | 日名あすか（野川さくら） | 「ココロ☆ラブリウェイ」 | ゲーム『Memories Off #5 とぎれたフィルム』日名あすかエンディングテーマ                |
| 2006年   | | | |                                                                                       |
| 2月8日   | D.C. Four Seasons 〜ダ・カーポ〜 フォーシーズンズ ボーカルミニアルバム                                                      | 朝倉音夢（野川さくら） | 「Special Day〜太陽の神様〜」 | ゲーム『D.C. Four Seasons 〜ダ・カーポ〜 フォーシーズンズ』夏編イメージソング         |
| 4月7日   | みんなでつくるメモオフCD!! Season3                                                                                          | みんな&みんな | 「紙ヒコーキの旅（メモオフバレンタインコンサートLive）」                                                                                                   |                                                                                       |
| 5月10日  | D.C.S.S. VOCAL ALBUM Vol.2                                                                                                  | 朝倉音夢（野川さくら）、白河ことり（堀江由衣） | 「愛を知る季節」 | テレビアニメ『D.C.S.S. 〜ダ・カーポ セカンドシーズン〜』関連曲                        |
| 8月30日  | RAY THE ANIMATION SOUND TRACK Vol.2                                                                                         | 春日野零（野川さくら） | 「KAKERA」 | テレビアニメ『RAY THE ANIMATION』関連曲                                               |
| 11月1日  | 恋、はじめました!/LoveLoveLoveのせいなのよ!                                                                                 | らぶドル | 「LoveLoveLoveのせいなのよ!」 | テレビアニメ『らぶドル Lovely Idol』エンディングテーマ                                |
| 11月8日  | 果てしのない空 | 榊瑞樹（野川さくら） | 「果てしのない空」 「LoveLoveLoveのせいなのよ!（瑞樹ソロヴァージョン）」                                                                                   | テレビアニメ『らぶドル Lovely Idol』関連曲                                            |
| 12月27日 | らぶドル LOVELY IDOL SPECIAL CD 1                                                                                           | らぶドル | 「GO↑GO↑☆PARTY」 | テレビアニメ『らぶドル Lovely Idol』挿入歌                                            |
| 12月28日 | HAPPY CLOVER | らぶドル | 「HAPPY CLOVER」 | テレビアニメ『らぶドル Lovely Idol』挿入歌                                            |
| 2007年   | | | |                                                                                       |
| 1月31日  | らぶドル LOVELY IDOL SPECIAL CD 2                                                                                           | 榊瑞樹（野川さくら） | 「果てしのない空 AG Ver」 | テレビアニメ『らぶドル Lovely Idol』挿入歌                                            |
| 1月31日  | らぶドル LOVELY IDOL SPECIAL CD 3                                                                                           | らぶドル | 「LoveLoveLoveのせいなのよ!（アニメライブ版）」 | テレビアニメ『らぶドル Lovely Idol』挿入歌                                            |
| 2月28日  | らぶドル LOVELY IDOL SPECIAL CD 4                                                                                           | らぶドル | 「GO↑GO↑☆PARTY（アニメライブ版）」 「HAPPY CLOVER（アニメライブ版）」                                                                                      | テレビアニメ『らぶドル Lovely Idol』挿入歌                                            |
| 2月28日  | らぶドル LOVELY IDOL SPECIAL CD 5                                                                                           | 榊瑞樹（野川さくら） | 「ハジマリへの翼」 | テレビアニメ『らぶドル Lovely Idol』関連曲                                            |
| 3月14日  | らぶドル VARIETY CD 1「らぶり〜できゅーとなのよ!!」瑞樹編                                                                   | 榊瑞樹（野川さくら） | 「果てしのない空（アコースティック・バージョン）」 | テレビアニメ『らぶドル Lovely Idol』関連曲                                            |
| 3月28日  | ロックマンエグゼシリーズ ボーカル・アルバム                                                                                 | AKI（野川さくら） | 「私のハートをインストール」 | テレビアニメ『ロックマンエグゼ』挿入歌                                                |
| 4月25日  | Romantic summer | SUN&LUNAR | 「Romantic summer」 | テレビアニメ『瀬戸の花嫁』前期オープニングテーマ                                      |
| 5月23日  | 瀬戸の花嫁 ライブソング LUNAR「Lunarian」                                                                                   | 江戸前留奈（野川さくら） | 「Lunarian」 | テレビアニメ『瀬戸の花嫁』挿入歌                                                      |
| 6月27日  | 瀬戸の花嫁 キャラクターソング2 Wishing!                                                                                     | 江戸前留奈（野川さくら） | 「Wishing!」 「夏かぎりのイマージュ」 | テレビアニメ『瀬戸の花嫁』関連曲                                                      |
| 6月27日  | 瀬戸の花嫁 キャラクターソング3 GAP                                                                                          | SUN&LUNAR | 「祭りの詩-NON STOP!!!-」 | テレビアニメ『瀬戸の花嫁』挿入歌                                                      |
| 8月22日  | Dan Dan Dan | SUN&LUNAR | 「Dan Dan Dan」 | テレビアニメ『瀬戸の花嫁』後期オープニングテーマ                                      |
| 8月22日  | Dan Dan Dan | SUN&LUNAR | 「your gravitation SUN&LUNAR version」 | テレビアニメ『瀬戸の花嫁』関連曲                                                      |
| 9月20日  | PlayStation 2専用ソフト「プリンセスコンチェルト」デラックスパック特典 ヒロインソングCD                                      | ルネ（野川さくら） | 「ドキドキハート♥ミラクルパワー」 | ゲーム『プリンセスコンチェルト』関連曲                                                |
| 10月3日  | 瀬戸の花嫁 キャラクターソング6 らせん                                                                                       | 江戸前留奈（野川さくら） | 「Wishing!（Re-mix version）」 | テレビアニメ『瀬戸の花嫁』関連曲                                                      |
| 12月19日 | 瀬戸の花嫁 ミニアルバム MOONLIGHT                                                                                           | 江戸前留奈（野川さくら） | 「Romantic summer LUNAR ver.」 「your gravitation LUNAR ver.」 「ULTRA☆LOVE」 「祭りの詩-NON STOP!!!- LUNAR ver.」 「戦いの詩」 「Dan Dan Dan LUNAR ver.」 | テレビアニメ『瀬戸の花嫁』関連曲                                                      |
| 2008年   | | | |                                                                                       |
| 2月8日   | TVアニメーション「AYAKASHI」Characters Vol.2 牧原和泉                                                                       | 牧原和泉（野川さくら） | 「それだけで…よかった。」 | テレビアニメ『AYAKASHI』関連曲                                                        |
| 2月27日  | 瀬戸の花嫁 歌謡全集 人魚篇                                                                                                  | SUN&LUNAR | 「Romantic summer -Album ver.-」 「Dan Dan Dan -Album ver.-」 「What a wonder!」                                                                           | テレビアニメ『瀬戸の花嫁』関連曲                                                      |
| 4月23日  | キミキス pure rouge キャラクターソングアルバム                                                                              | 相原菜々（野川さくら） | 「センチメンタル・スクール」 | テレビアニメ『キミキス pure rouge』関連曲                                             |
| 5月23日  | キミキス pure rouge DVD第6巻初回封入特典特製キャラクターCD「相原菜々編」                                                    | 相原菜々（野川さくら） | 「青空loop（相原菜々ver.）」 | テレビアニメ『キミキス pure rouge』関連曲                                             |
| 6月25日  | ペンギン娘はぁと 恋愛自由少女♀                                                                                              | PNGN6 | 「恋愛自由少女♀」 | Webアニメ『ペンギン娘♥はぁと』オープニングテーマ                                      |
| 10月8日  | ストライクウィッチーズ エンディング・テーマ コンプリート・コレクション                                                      | ペリーヌ・クロステルマン（沢城みゆき）、エーリカ・ハルトマン（野川さくら） | 「ブックマーク ア・ヘッド Type-6」 | テレビアニメ『ストライクウィッチーズ』エンディングテーマ                              |
| 10月8日  | ストライクウィッチーズ エンディング・テーマ コンプリート・コレクション                                                      | 宮藤芳佳（福圓美里）、坂本美緒（千葉紗子）、リネット・ビショップ（名塚佳織）、ペリーヌ・クロステルマン（沢城みゆき）、ミーナ・ディートリンデ・ヴィルケ（田中理恵）、ゲルトルート・バルクホルン（園崎未恵）、エーリカ・ハルトマン（野川さくら）、フランチェスカ・ルッキーニ（斎藤千和）、シャーロット・E・イェーガー（小清水亜美）、サーニャ・V・リトヴャク（門脇舞以）、エイラ・イルマタル・ユーティライネン（仲井絵里香） | 「ブックマーク ア・ヘッド Type-11」 | テレビアニメ『ストライクウィッチーズ』エンディングテーマ                              |
| 10月29日 | 絶対乙女 | SUN&LUNAR | 「絶対乙女」 | OVA『瀬戸の花嫁OVA 仁』オープニングテーマ                                             |
| 10月29日 | 絶対乙女 | 江戸前留奈（野川さくら） | 「絶対乙女」 |                                                                                       |
| 12月24日 | 天使爛漫 Love Power | 瀬戸花えんじぇるず | 「天使爛漫 Love Power」 | OVA『瀬戸の花嫁OVA 義』オープニングテーマ                                             |
| 12月24日 | 天使爛漫 Love Power | SUN&LUNAR | 「天使爛漫 Love Power ver.SUN&LUNAR」 | OVA『瀬戸の花嫁OVA 義』関連曲                                                         |
| 2009年   | | | |                                                                                       |
| 1月30日  | 梯 -かけはし- | SUN&LUNAR | 「梯 -かけはし-」 | OVA『瀬戸の花嫁OVA 義』エンディングテーマ                                             |
| 1月30日  | 梯 -かけはし- | 江戸前留奈（野川さくら） | 「梯 -かけはし-」 | OVA『瀬戸の花嫁OVA』関連曲                                                            |
| 3月4日   | 瀬戸の花嫁 OVA ミニアルバム 仁義                                                                                            | 瀬戸花えんじぇるず | 「Romantic summer 2009」 | OVA『瀬戸の花嫁OVA』関連曲                                                            |
| 4月1日   | ストライクウィッチーズ 秘め歌コレクション3 ミーナ・ディートリンデ・ヴィルケ&エーリカ・ハルトマン&ゲルトルート・バルクホルン | エーリカ・ハルトマン（野川さくら） | 「2 hundred over」 「ブックマーク ア・ヘッド」 | テレビアニメ『ストライクウィッチーズ』関連曲                                          |
| 4月1日   | ストライクウィッチーズ 秘め歌コレクション3 ミーナ・ディートリンデ・ヴィルケ&エーリカ・ハルトマン&ゲルトルート・バルクホルン | ミーナ・ディートリンデ・ヴィルケ（田中理恵）、エーリカ・ハルトマン（野川さくら）、ゲルトルート・バルクホルン（園崎未恵） | 「ダンケシェン・ウィッチーズ」 「勝利せよ！ウィッチーズ」                                                                                                  | テレビアニメ『ストライクウィッチーズ』関連曲                                          |
| 11月20日 | 武装神姫 BATTLE RONDO オリジナルサウンドトラック                                                                            | 蝶型MMSシュメッターリング（野川さくら） | 「グローイング・ラブ」 | オンラインゲーム『武装神姫 BATTLE RONDO』関連曲                                       |
| 2010年   | | | |                                                                                       |
| 10月20日 | Over Sky | ミーナ・ディートリンデ・ヴィルケ（田中理恵）、エーリカ・ハルトマン（野川さくら）、ゲルトルート・バルクホルン（園崎未恵） | 「Over Sky Type-7」 | テレビアニメ『ストライクウィッチーズ2』エンディングテーマ                             |
| 10月20日 | Over Sky | エーリカ・ハルトマン（野川さくら）、ハンナ・ユスティーナ・マルセイユ（伊藤静） | 「Over Sky Type-10」 | テレビアニメ『ストライクウィッチーズ2』エンディングテーマ                             |
| 10月20日 | Over Sky | 宮藤芳佳（福圓美里）、坂本美緒（世戸さおり）、ミーナ・ディートリンデ・ヴィルケ（田中理恵）、ペリーヌ・クロステルマン（沢城みゆき）、リネット・ビショップ（名塚佳織）、エーリカ・ハルトマン（野川さくら）、ゲルトルート・バルクホルン（園崎未恵）、フランチェスカ・ルッキーニ（斎藤千和）、シャーロット・E・イェーガー（小清水亜美）、サーニャ・V・リトヴャク（門脇舞以）、エイラ・イルマタル・ユーティライネン（大橋歩夕） | 「Over Sky Type-12」 「ストライクウィッチーズ2 エンディング・メドレー」                                                                                    | テレビアニメ『ストライクウィッチーズ2』エンディングテーマ                             |
| 2012年   | | | |                                                                                       |
| 3月21日  | ストライクウィッチーズ劇場版 オリジナル・サウンドトラック                                                                   | 石田燿子＆第501統合戦闘航空団with服部静夏（内田彩） | 「約束の空へ〜私のいた場所〜」 | 劇場版アニメ『ストライクウィッチーズ 劇場版』主題歌                                   |
| 4月18日  | ストライクウィッチーズ 劇場版 主題歌COLLECTION                                                                              | エーリカ・ハルトマン（野川さくら） | 「約束の空へ〜私のいた場所〜 Type-エーリカ・ハルトマン」                                                                                                   | 劇場版アニメ『ストライクウィッチーズ 劇場版』関連曲                                   |
| 2013年   | | | |                                                                                       |
| 10月2日  | ストライクウィッチーズ 劇場版 秘め歌コレクション3                                                                           | ミーナ・ディートリンデ・ヴィルケ（田中理恵）、エーリカ・ハルトマン（野川さくら）、ゲルトルート・バルクホルン（園崎未恵） | 「完全燃焼☆アイン!ツヴァイ!ドライ!」 「エーリカ」 「約束の空へ〜私のいた場所〜」                                                                           | 劇場版アニメ『ストライクウィッチーズ 劇場版』関連曲                                   |
| 10月2日  | ストライクウィッチーズ 劇場版 秘め歌コレクション3                                                                           | エーリカ・ハルトマン（野川さくら） | 「YAH!」 | 劇場版アニメ『ストライクウィッチーズ 劇場版』関連曲                                   |
| 2015年   | | | |                                                                                       |
| 1月28日  | 「ストライクウィッチーズ Operation Victory Arrow vol.1 サン・トロンの雷鳴」秘め歌コレクション                               | エーリカ・ハルトマン（野川さくら）、ミーナ・ディートリンデ・ヴィルケ（田中理恵）、ゲルトルート・バルクホルン（園崎未恵） | 「Fly away」 | OVA『ストライクウィッチーズ Operation Victory Arrow vol.1』エンディングテーマ         |
| 1月28日  | 「ストライクウィッチーズ Operation Victory Arrow vol.1 サン・トロンの雷鳴」秘め歌コレクション                               | エーリカ・ハルトマン（野川さくら）、ミーナ・ディートリンデ・ヴィルケ（田中理恵）、ゲルトルート・バルクホルン（園崎未恵） | 「もっと強く、もっと速く」 | OVA『ストライクウィッチーズ Operation Victory Arrow vol.1』関連曲                     |
| 1月28日  | 「ストライクウィッチーズ Operation Victory Arrow vol.1 サン・トロンの雷鳴」秘め歌コレクション                               | エーリカ・ハルトマン（野川さくら） | 「EMT」 | OVA『ストライクウィッチーズ Operation Victory Arrow vol.1』関連曲                     |
| 2016年   | | | |                                                                                       |
| 5月1日   | ストライクウィッチーズ 秘め歌コンプリートBOX STRIKE WITCHES                                                                 | 宮藤芳佳（福圓美里）、坂本美緒（世戸さおり）、リネット・ビショップ（名塚佳織）、ペリーヌ・クロステルマン（沢城みゆき）、ミーナ・ディートリンデ・ヴィルケ（田中理恵）、ゲルトルート・バルクホルン（園崎未恵）、エーリカ・ハルトマン（野川さくら）、フランチェスカ・ルッキーニ（斎藤千和）、シャーロット・E・イェーガー（小清水亜美）、サーニャ・V・リトヴャク（門脇舞以）、エイラ・イルマタル・ユーティライネン（大橋歩夕） | 「Going up」 | 『ストライクウィッチーズ』関連曲                                                      |
| 5月1日   | ストライクウィッチーズ 秘め歌コンプリートBOX STRIKE WITCHES                                                                 | エーリカ・ハルトマン（野川さくら） | 「Going up」 | 『ストライクウィッチーズ』関連曲                                                      |
| 2018年   | | | |                                                                                       |
| 12月5日  | ワールドウィッチーズ 10th ANNIVERSARY 秘め歌コレクション特別版 Vol.2 カールスラント篇                                       | エーリカ・ハルトマン（野川さくら） | 「Wish Crystal」 | 『ワールドウィッチーズ』関連曲                                                        |
| 12月5日  | ワールドウィッチーズ 10th ANNIVERSARY 秘め歌コレクション特別版 Vol.2 カールスラント篇                                       | エーリカ・ハルトマン（野川さくら）with ゲルトルート・バルクホルン（園崎未恵） | 「Fly up so high」 | 『ワールドウィッチーズ』関連曲                                                        |
| 12月5日  | ワールドウィッチーズ 10th ANNIVERSARY 秘め歌コレクション特別版 Vol.2 カールスラント篇                                       | ゲルトルート・バルクホルン（園崎未恵）with エーリカ・ハルトマン（野川さくら） | 「Fly up so high」 | 『ワールドウィッチーズ』関連曲                                                        |
| 2019年   | | | |                                                                                       |
| 6月26日  | TVアニメ「ストライクウィッチーズ 501部隊発進しますっ！」エンディング・テーマ・コレクション                                  | エーリカ・ハルトマン（野川さくら） | 「Treasure of life #2」 | テレビアニメ『ストライクウィッチーズ 501部隊発進しますっ！』エンディングテーマ        |
| 6月26日  | TVアニメ「ストライクウィッチーズ 501部隊発進しますっ！」エンディング・テーマ・コレクション                                  | 第501統合戦闘航空団 | 「Treasure of life #12」 | テレビアニメ『ストライクウィッチーズ 501部隊発進しますっ！』エンディングテーマ        |
| 10月2日  | ストライクウィッチーズ劇場版 501部隊発進しますっ！ ミュージック・コレクション                                               | 第501統合戦闘航空団、服部静夏（内田彩） | 「Treasure of life」 | 劇場版アニメ『ストライクウィッチーズ 劇場版 501部隊発進しますっ！』エンディングテーマ |
| 10月2日  | ストライクウィッチーズ劇場版 501部隊発進しますっ！ ミュージック・コレクション                                               | 第501統合戦闘航空団 | 「Fly up so high」 | 劇場版アニメ『ストライクウィッチーズ 劇場版 501部隊発進しますっ！』関連曲             |
| 2021年   | | | |                                                                                       |
| 1月13日  | ストライクウィッチーズ 第501統合戦闘航空団歌唱集-エーリカ・ハルトマン中尉-                                                  | エーリカ・ハルトマン（野川さくら） | 「Chocolate Girl」 「Over Sky」 | テレビアニメ『ストライクウィッチーズ ROAD to BERLIN』関連曲                           |
| 1月13日  | ストライクウィッチーズ 第501統合戦闘航空団歌唱集-エーリカ・ハルトマン中尉-                                                  | エーリカ・ハルトマン（野川さくら） | 「君の翼に憧れて」 | テレビアニメ『ストライクウィッチーズ ROAD to BERLIN』エンディングテーマ               |
| 3月31日  | ワールドウィッチーズ発進しますっ！ 第501統合戦闘航空団発進しますっ！                                                        | エーリカ・ハルトマン（野川さくら）、ゲルトルート・バルクホルン（園崎未恵） | 「カラフルエブリデイ」 | テレビアニメ『ワールドウィッチーズ発進しますっ！』エンディングテーマ                  |
| 3月31日  | ワールドウィッチーズ発進しますっ！ 第501統合戦闘航空団発進しますっ！                                                        | 第501統合戦闘航空団 | 「カラフルエブリデイ」 | テレビアニメ『ワールドウィッチーズ発進しますっ！』エンディングテーマ                  |

### その他参加楽曲
| 発売日         | 商品名                           | 歌 | 楽曲                                    | 備考                                                      |
| -------------- | -------------------------------- | --- | --------------------------------------- | --------------------------------------------------------- |
| 2003年12月3日  | 野川さくらのマシュマロ♪たいむ #1 | にゃっほ〜先生（野川さくら）                                                                                | 「教えて！にゃっほ〜先生！」            | ラジオ番組『野川さくらのマシュマロ♪たいむ』関連曲         |
| 2003年12月3日  | 野川さくらのマシュマロ♪たいむ #1 | 野川さくら                                                                                                  | 「マシュマロ♪たいむ」                   | ラジオ番組『野川さくらのマシュマロ♪たいむ』オープニング曲 |
| 2007年11月22日 | Pray For Happiness               | 野川さくら、宮崎羽衣、YOFFY & IMAJO、酒井香奈子、井ノ上奈々、近江知永、庄子裕衣、阿部玲子、三好麻美、山村響 | 「Pray For Happiness」                  | ライブイベント『RAMS LIVE FESTIVAL 2007』テーマソング     |
| 2007年11月22日 | Pray For Happiness               | 野川さくら、宮崎羽衣、YOFFY & IMAJO、酒井香奈子、井ノ上奈々、近江知永、庄子裕衣、阿部玲子、三好麻美、山村響 | 「Pray For Happiness（Acoustic Ver.）」 |                                                           |

### CD未収録
| 楽曲                       | タイアップ                                                               | 備考                                           |        |        |
| 2001年                     | 2001年                                                                   | 2001年                                         | 2001年 | 2001年 |
| -------------------------- | ------------------------------------------------------------------------ | ---------------------------------------------- | ------ | ------ |
| 「COSMIC HEART」           | PCゲーム『しあわせ★ミルフィーユ♥〜そらからふたごがふってきた!!〜』主題歌 | 歌：シノブ（山本麻里安）、ナオミ（野川さくら） |        |        |
| 2010年                     |                                                                          |                                                |        |        |
| 「パンデコケーキ」         | テレビアニメ『食パンミミー』主題歌                                       | ミミー（野川さくら）名義                       |        |        |
| 「パンダフルガールミミー」 | テレビアニメ『食パンミミー』主題歌                                       | ミミー（野川さくら）名義                       |        |        |

## その他

### 写真集
- SAKURAパレット（音楽専科社：2003年10月1日）
- カウントダウンライブドキュメンタリーDVD＆ポスターブック（2005年4月23日）

### 作詞
2001年
- そよ風のロンド

2002年
- ハートのパズル
- white song
- 星の降る丘

2003年
- かれと彼女とわたし
- Good morning〜にゃっほー〜
- ひまわりの種
- MOTHER
- ぐっにゃ〜ん（SAITA Ver.）
- SAKURAマジック〜しあわせになろう〜
- 暑中お見舞い申し上げます。

2004年
- 卒業アルバムの中の無傷な夢（影山ヒロノブと共同作詞）
- Snow to Spring（影山ヒロノブと共同作詞）
- So Sweet（影山ヒロノブと共同作詞）
- マシュマロ♪たいむ
- にゃんきゅ〜♪

2005年
- PoTeChi